# جرارد بوتاتس

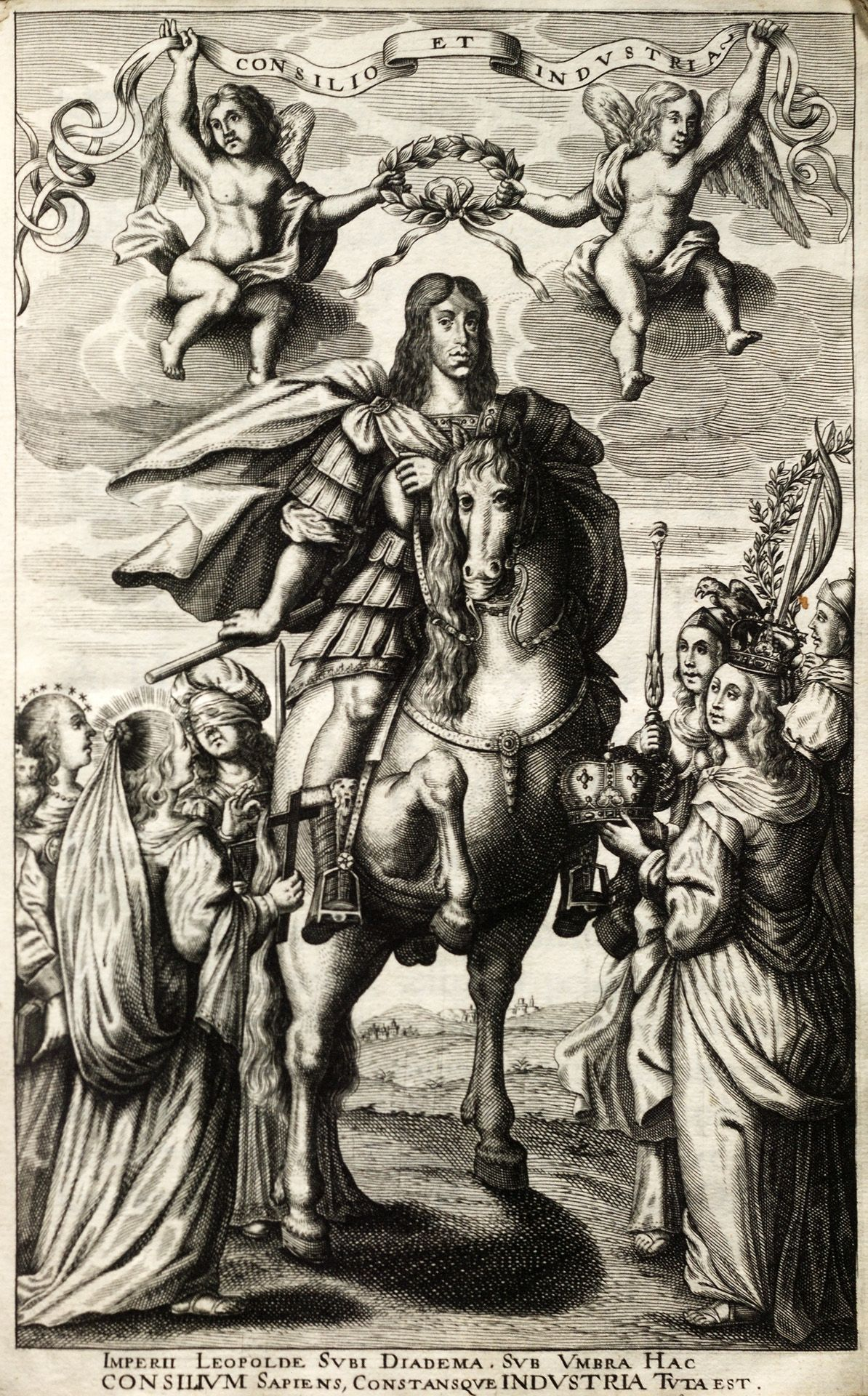
امپراتور روم مقدس لئوپولد اول

جرارد بوتاتس (به انگلیسی: Gerard Bouttats) فلاندری، نقشه‌کش حکاکی و چاپگر بود که به خاطر چاپ پرتره‌ها، تمثیل‌ها و آثار عبادی خود شهرت داشت. او در زادگاهش آنتورپ در کارگاه پدرش آموزش دید. او بعداً مدتی در کلن کار کرد و بعداً به وین رفت و تا پایان عمر کوتاه خود در آنجا کار کرد.